# أسل عصوي
أسل عصوي (الاسم العلمي: Juncus virgatus) نوع نباتي يتبع جنس الأسل وينتمي إلى الفصيلة الأسلية.